# Снігірьово
Снігірьо́во (каз. Снегирево) — село у складі Алтайського району Східноказахстанської області Казахстану. Входить до складу Чапаєвського сільського округу.
Населення — 185 осіб (2021; 347 у 2009, 395 у 1999, 372 у 1989).
Національний склад станом на 1989 рік:
- росіяни — 100 %